# Попендорф (Мекленбург)
Попендорф (њем. Poppendorf) општина је у њемачкој савезној држави Мекленбург-Западна Померанија. Једно је од 59 општинских средишта округа Бад Доберан. Према процјени из 2010. у општини је живјело 711 становника. Посједује регионалну шифру (AGS) 13051054.

## Географски и демографски подаци
Попендорф се налази у савезној држави Мекленбург-Западна Померанија у округу Бад Доберан. Општина се налази на надморској висини од 42 метра. Површина општине износи 14,0 km². У самом мјесту је, према процјени из 2010. године, живјело 711 становника. Просјечна густина становништва износи 51 становника/km².